# Herbert Ross
Herbert Ross (13 de junio de 1927 - 9 de octubre de 2001) fue un director, productor, coreógrafo y actor estadounidense.

## Biografía
Herbert David Ross nació en Brooklyn, Nueva York. Debutó como actor en el papel de tercera bruja en el Macbeth de una compañía itinerante de 1942. A partir de ahí, empezó a trabajar en Broadway como actor con títulos como Something for the Boys (1943), Laffing Room Only (1944), Beggar's Holiday (1946), and Look, Ma, I'm Dancin'! (1948). Su carrera como coreógrafo empezaría con el American Ballet Theatre en 1950 y el año siguiente realizó su primer trabajo en Broadway con la adaptación musical de Arthur Schwartz-Dorothy Fields A Tree Grows in Brooklyn. Posteriormente, trabajó para el cine con Carmen Jones en 1954. Además Ross fue nominado a un premio Tony como mejor coreógrafo por su trabajo en Anyone Can Whistle.
En 1968, Ross trabajó junto a Barbra Streisand como coreógrafo y director de números musicales para el filme Funny Girl. Al siguiente año, debutó como director con la versión musical del clásico Adiós, Mr. Chips, protagonizado por Peter O'Toole y Petula Clark.
Después de este, llegarían títulos tan carismáticos como Sueños de un seductor (1972) o Funny Lady (1975) También en 1975, Ross trabajó en la adaptación de la obra de Neil Simon La pareja chiflada, la primera de las numerosas adaptaciones que realizó Ross a lo largo de su vida. Dos años después, se atrevió con el drama Paso decisivo, por el que ganó el premio al mejor director en los Globos de Oro y en Los Angeles Film Critics Association. 
En los años 80, Ross realizó la adaptación de la obra de Robert Harling Magnolias de acero con Sally Field, Dolly Parton y Shirley MacLaine en los papeles principales. Su último film sería en 1995, cuando produjo y dirigió Sólo ellas... los chicos a un lado, con Whoopi Goldberg, Mary-Louise Parker y Drew Barrymore.
Herbert Ross falleció a la edad de 74 años en Nueva York y fue enterrado en el cementerio de Westwood Village Memorial Park en Los Ángeles.

## Filmografía
- Sólo ellas... los chicos a un lado (Boys on the Side) (1995)
- Cuidado con la familia Blues (Undercover Blues) (1993)
- True Colors (True Colors) (1991)
- Mi querido mafioso (My Blue Heaven) (1990)
- Magnolias de acero (Steel Magnolias) (1989)
- Dancers (Dancers) (1987)
- El secreto de mi éxito (The Secret of My Success) (1987)
- Protocolo (Protocol) (1984)
- Footloose (1984)
- Hola, Mr. Dugan Max (Dugan Returns) (1983)
- Soy tu hija, ¿te acuerdas? (I Ought to Be in Pictures) (1982)
- Dinero caído del cielo (Pennies from Heaven) (1981)
- Nizhinski (Nizhinski) (1980)
- California Suite (California Suite) (1978)
- La chica del adiós (The Goodbye Girl) (1977)
- Paso decisivo (The Turning Point) (1977)
- Elemental, Dr. Freud (The Seven-Per-Cent Solution) (1976)
- La pareja chiflada (The Sunshine Boys) (1975)
- Funny Lady (1975)
- El fin de Sheila (The Last of Sheila) (1973)
- Sueños de un seductor (Play It Again, Sam) (1972)
- Perdida en la ciudad (T.R. Baskin) (1971)
- La gatita y el búho (The Owl and the Pussycat) (1970)
- Adiós, Mr. Chips (Goodbye, Mr. Chips) (1969)
- Wonderful Town (1958) (TV)

## Premios y distinciones
Premios Óscar
| Año  | Categoría                  | Película      | Resultado |
| ---- | -------------------------- | ------------- | --------- |
| 1978 | Oscar a la mejor película  | Paso decisivo | Nominado  |
| 1978 | Oscar a la mejor dirección | Paso decisivo | Nominado  |